# Eduardo Gajardo
Eduardo Ivan Gajardo Meneses (ur. 31 grudnia 1989) – chilijski zapaśnik w stylu wolnym. Siódmy na igrzyskach panamerykańskich 2015 i 2023. Brązowy medalista mistrzostw panamerykańskich w 2015, siódmy w 2012. Brązowy medalista igrzysk Ameryki Południowej w 2018. Srebrny medalista igrzysk boliwaryjskich w 2022; piąty w 2013. Mistrz Ameryki Południowej w 2013 i drugi w 2012 roku. Absolwent Universidad Bernardo O’Higgins.